# Leges Visigothorum

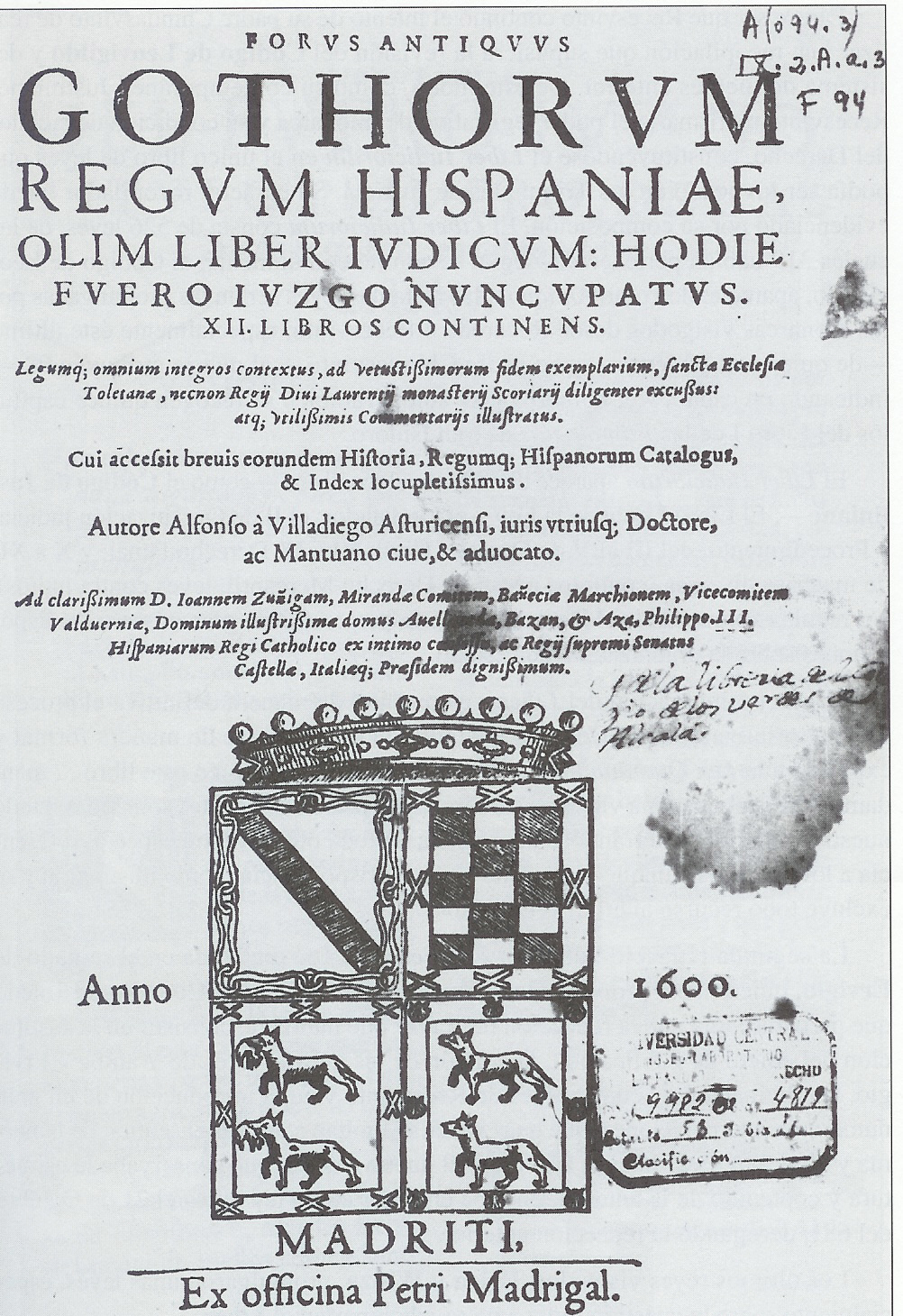
Titelblatt einer in Spanien erschienenen Ausgabe des Liber Iudicum aus dem Jahre 1600 mit den Leges Visigothorum.

Leges Visigothorum (Gesetze der Westgoten) sind ein nicht zeitgenössischer Sammelbegriff für die zahlreichen westgotischen Rechtsaufzeichnungen der Spätantike und des Frühmittelalters. Die Leges Visigothorum, in der sich germanische, römische und christliche Rechtsvorstellungen verbinden, sind die wichtigste Kulturleistung der Westgoten und hatten in Spanien teilweise noch bis ins 20. Jahrhundert Rechtskraft. Der Text ist auf Latein verfasst, enthält jedoch germanische Fragmente.

## Die westgotischen Rechtsetzungen
Als älteste germanische Rechtsetzungen, die schriftlich überliefert sind, gelten das Edictum Theoderici und der Codex Euricianus aus der zweiten Hälfte des 5. Jahrhunderts. Beim Edictum Theoderici dürfte es sich eher um einen materiell begrenzten Rechtserlass ohne dauernde Bedeutung gehandelt haben, während der Codex Euricianus das erste germanische Stammesgesetz gewesen sein könnte und eventuell mit der formellen Unabhängigkeit des westgotischen Reiches vom Imperium Romanum im Jahr 475 zusammenfiel. Der Codex gehört unbestritten zu den westgotischen Rechtsaufzeichnungen und wurde wahrscheinlich von König Eurich erlassen; dagegen ist die Urheberschaft des Edictum umstritten: früher und später auch wieder wurde es dem ostgotischen Herrscher Theoderich dem Großen zugeschrieben, danach dem westgotischen König Theoderich II. (Bruder von Eurich). Der Codex Euricianus ist in einem Pariser Palimpsest des 6. Jahrhunderts fragmentarisch erhalten, das mit einem Kapitel 276 beginnt und mit einem Kapitel 336 endet. Den Codex ergänzte als Zusammenfassung des spätrömischen Vulgarrechts die Lex Romana Visigothorum („Römisches Gesetzbuch der Westgoten“) von 506, auch Breviarium Alarici(anum) genannt.
Umfassende Rechtsaufzeichnungen geschahen unter König Leovigild und unter den Königen Chindaswinth und Rekkeswinth (Liber Iudiciorum – „Buch der Urteile“). Leovigilds Reform, die möglicherweise in die Friedenszeit nach 576 fällt, ist nicht direkt überliefert, aber durch Isidor von Sevilla bezeugt. Der Liber Iudiciorum (wahrscheinlich von Chindaswinth begonnen und von dessen Sohn Rekkeswinth 654 erlassen) ist dagegen in zwei Handschriften und zwei Fragmenten überliefert und erlaubt zudem die Rückerschließung früherer Bestimmungen, indem 319 als antiqua („alt“) bezeichnete Teile auf Leovigild zurückgeführt werden. Ob sich dahinter ältere Textstufen oder daran zwischenzeitliche Revisionen verbergen, ist nicht festzustellen; jedenfalls gibt es neben den antiqua-Bestimmungen nur noch solche, die von Nachfolgern Leovigilds erlassen worden sind. Der Liber Iudiciorum war die umfassendste Rechtsetzung im westgotischen Reich. Seine 500 Gesetze bestanden aus dem Basiskodex des Leovigild (rund 300 Gesetze) und den Ergänzungen Chindaswinths und Rekkeswinths (jeweils rund 100 Gesetze). Die Gesetze waren zudem systematisch unterteilt in 12 Bücher und wieder mehrere Teilbücher. Es versammelte Prozessrecht, Privatrecht, Strafrecht und auch in gewissem Umfang Öffentliches Recht. Der Liber Iudiciorum galt für alle Einwohner des Reiches und hob sämtliche früheren Gesetze einschließlich der Lex Romana Visigothorum auf. Er führte nicht zuletzt das Prinzip ein, das jedes Urteil auf einem Rechtsgrundsatz zu beruhen habe und sollte richterliche Willkür verhindern. Unter König Ervig erfolgte 681 eine weitere Ergänzung des Rechts (ebenfalls erhalten in zwei Handschriften), schließlich sind vor allem noch die Gesetzesnovellen unter König Egica durch eine in zahlreichen Handschriften erhaltene Vulgarfassung bekannt. Eine umfassende Revision, die König Egica gegen Ende des 7. Jahrhunderts plante, wurde nicht mehr realisiert.

## Rechtscharakter
Fast jeder westgotische König erneuerte oder ergänzte das Recht. In diesem selbstbewussten Umgang der Herrscher mit den germanischen und den römischen Rechtsvorstellungen entstanden die Leges Visigothorum. Das Verhältnis der Rechtsschichten zueinander ist umstritten. Auch gewannen kirchliche Rechtsvorstellungen zunehmenden Einfluss auf die Gesetzgebung. Unter dem Einfluss des Übertritts der arianischen Westgoten zum Katholizismus, dessen Erhebung zur Reichsreligion 589 und dem damit verbundenen religiösen Vereinheitlichungsdruck wiesen einige Gesetze offen antijudaistische Inhalte auf. Unter dem zunehmenden Einfluss christlichen Gedankenguts bekam die Sprache der Rechtstexte seit dem 7. Jahrhundert einen moralisierenden Zug; in diesem Sinne zu verstehen ist auch die Verdrängung des Kompositionensystems (Zahlung von Sühnegeld) zugunsten von Körperstrafen bis hin zum alttestamentlichen Talionsprinzip (Vergeltung von Gleichem mit Gleichem).
Die traditionelle Lehrmeinung versteht mit Blick auf das germanische Personalitätsprinzip (das im Gegensatz zum Territorialitätsprinzip davon ausgeht, dass ein Individuum demjenigen Herrschafts- bzw. Rechtssystem unterworfen ist, dem es persönlich angehört, sei es als Stammesmitglied oder als Bürger) den Codex Euricianus und alle weiteren Rechtsaufzeichnungen bis zu Rekkesvinths Liber Iudiciorum als allein auf die Westgoten anwendbares Recht, während die Lex Romana Visigothorum die Grundlage für die Rechtsprechung bei den Römern bzw. Romanen blieb. In jedem Fall war die Romanisierung der Goten seit dem 6. Jahrhundert weit fortgeschritten, wenn auch die Volkszugehörigkeiten sich immer noch unterscheiden ließen. Aber das Eheverbot beispielsweise, das zwischen Goten und Romanen weiterhin dem Euricianischen Gesetz nach bestand, ließ sich in der Praxis nicht mehr durchsetzen. Tatsächlich gab es Mischehen, nicht zuletzt auch in den höheren Volksschichten, wo sie politisch ohnehin angeraten waren. So verschwand diese Bestimmung aus den Rechtsbüchern. Nachdem man die Ehe zwischen Romanen und Germanen gestattet hatte, konnte man nicht gut die Mitglieder einer solchen legalen Verbindung nach grundsätzlich verschiedenem Recht behandeln. Eine logische Folge der Veränderung war, dass auch die rechtlichen Stellungen von Angehörigen beider Bevölkerungsgruppen sich einander annähern mussten. Neuere Forschungen betonen vermehrt die territoriale Geltung der Gesetze und stellen deren strikt stammesrechtliche Gebundenheit in Frage.

## Fortleben des Rechts
In der Praxis war die Lex Visigothorum – gemessen an frühmittelalterlichen Verhältnissen – sehr effektiv und überdauerte den Zusammenbruch des Westgotenreiches. Nach der islamischen Eroberung Spaniens 711 konnten die christlich gebliebenen Untertanen der neuen Herrschaft (Mozaraber) innerhalb ihrer Gemeinden das westgotische Recht behalten, das allerdings aufgrund der nur noch lokalen christlichen Strukturen nicht mehr obrigkeitlich weiterentwickelt wurde und immer stärker gewohnheitsrechtliche Züge annahm. Es gab zahlreiche private Nachschriften des Liber Iudiciorum, die als Vulgata-Fassungen bekannt sind und den ursprünglichen Text veränderten, indem einige Gesetze den sich neuen Verhältnissen angepasst und sogar ältere Gesetze wieder eingefügt wurden. Als Ergebnis davon stellten sich zahlreiche Unklarheiten und Widersprüche ein. Besonders nahe am Originaltext blieb das Lokalrecht von Toledo, der alten Hauptstadt des Westgotenreiches. Im Zuge der Reconquista ließ es Ferdinand III., der Heilige als Fuero Juzgo ins Kastilische übertragen und setzte es, nachdem er es als Stadtrecht von Toledo bereits 1222 garantiert hatte, 1240 überhaupt in den von ihm eroberten Gebieten ein. In dieser Form blieb es bis in der Neuzeit in Geltung und verlor erst allmählich seine Bedeutung; in Einzelfällen wurde der Fuero Juzgo bis ins 20. Jahrhundert von den Gerichten zitiert.

## Bezeichnung
Die westgotischen Rechtsaufzeichnungen trugen keine offiziellen Namen; die Handschriften weisen verschiedene Titel auf: Liber iudiciorum, Liber iudicum, Liber goticum, Liber iudicis, Forum iudicum, Lex Gotorum. Die Bezeichnung Leges Visigothorum fixierte Karl Zeumer in seinen Textausgaben um 1900. Der Liber Iudiciorum (wie es entsprechend dem ältesten erhaltenen Codex womöglich schon bald nach seiner Veröffentlichung oder spätestens im 8. Jahrhundert genannt wurde) gilt durch seine zentrale Bedeutung als die eigentliche Lex Visigothorum; in der ersten Druckausgabe des Petrus Pithoeus von 1579 erscheint es noch als Codicis legum Wisigothorum libri XII. Die Bezeichnung Fuero Juzgo für die hochmittelalterliche Übertragung des Liber Iudiciorum ins Kastilische stellt eine Verballhornung der lateinisch-romanischen Bezeichnung Forum Iudicum Gotico (Gotische Richtercharta) dar.